# Tarshish
Tarshish, även Tarsis, förekommer i Bibeln såsom namn på ett avlägset land och en av Tyros viktigaste kolonier i västra Medelhavsområdet och en huvudkälla till den tyriska rikedomen. Därifrån fördes till Tyros silver, järn, tenn och bly. Det finns många antaganden var Tarsis låg men mest troligt anses landet ha legat i sydvästra delen av Iberiska halvön på andra sidan om Herkules stoder och av grekiska författare kallat Tartessos.
Det i Bibeln på flera ställen förekommande uttrycket ”Tarshish-skepp” betecknade troligtvis ursprungligen handelsfartyg, som seglade på Medelhavet till Tarshish, men hade även, motsvarande senare tiders ”ostindiefarare”och ”grönlandsfarare”, en mera allmän betydelse av fartyg, som gick på andra hav, till andra trakter.
Namnet och området har inspirerat till namnet på den vulkaniska Tharsis-platån på planeten Mars.